# Jessica Inchude
Jessica da Silva Inchude (sinh ngày 25 tháng 3 năm 1996) là một vận động viên đẩy tạ và ném đĩa người Guiné-Bissau.
Tại Giải vô địch châu Phi 2016, cô đã hoàn thành thứ tư trong nội dung bắn súng và thứ chín trong môn ném đĩa. Tại Đại hội Thể thao Đoàn kết Hồi giáo 2017, cô đã giành được huy chương vàng ở vũ trường và đứng thứ tư trong nội dung bắn súng.
Cô đã tham gia cuộc thi ném đĩa nữ tại Thế vận hội Mùa hè 2016, nơi cô về đích thứ 36 với khoảng cách 15,15 mét. Cô không tiến vào trận chung kết. Cô cũng đã tham dự Giải vô địch thế giới 2017 mà không lọt vào trận chung kết.